# 大堀薫
大堀 薫（おおほり かおる、1959年9月1日 - ）は、日本の作曲家、ミュージシャン。北海道出身。
Misty移籍後、一時「大堀薫留」（読みは同じ）と名乗っていた。

## 来歴
- 1982年 - 本田泰章のレコーディングに参加し、デビュー。
- 1986年 - 片山圭司、増崎孝司（DIMENSION）らとバンド、BLUEWを結成。
- 1989年 - BLUEWを解散。

## 楽曲提供

### 作曲
- 宇都宮隆「silent water melody」

### 作曲・編曲
- 大森絹子「ナイーヴなシャツ」「ALL OF MEMORIES」
- 茅野佐智恵「ありふれた場面でも」
- 貴水博之「GRIEVOUS RAIN」（『ゲッターロボ號』EDテーマ曲）

- Reimy「Hermie」（PS用ゲーム『ハーミィホッパーヘッド 〜スクラップパニック〜』EDテーマ曲）
- レモンエンジェル「Don't say good bye 〜さよならはいわないで〜」

### 編曲
- 安宅美春「KNOCK ME」
- 亜蘭知子「Everything」「やさしくしないで」
- 大森絹子「なつかしむようにKISSをしないで」
- KinKi Kids「ラプソディー」
- 椎名へきる「NEVER EVER」
- 瀬木祐未子「電車」「Loving You Truly」「もう おやすみなさい」「夢の続きをきかせて」
- 茅野佐智恵「日曜日には散歩」「明日の輝き」「あこがれ」「最初の風」
- TWINZER「こんな時君に逢いたい」
- B.B.クィーンズ「We Are B.B.クィーンズ」
- 望月衛介『Waitin' For You』
- 矢嶋良介「いつまでもLover's Day」「I BELIEVE」「Back Street Crawler」「Rolling Heart〜あの光の向こうへ〜」
  - 「DON'T GET AWAY」「NAKED LOVE」「抱きしめる腕の中で〜I wanna say to you〜」「Rock'n Roll Night」「自由な風になれ」
- 柳原愛子「思い出のかけら」

### ゲームミュージック
- スカッドレース（1996年、セガ、アーケード）- 3曲提供（曲名：Groovin' Daylight、Breeze of the Middle Ages、Merry Maze）

## レコーディング参加
- 大森絹子『Sweet Dreams』
- 桜井ゆみ『RADICAL CHAP』
- spAed『SPAED Vol.1』
- 瀬木祐未子『TOO MANY DREAMS』
- W-NAO『W-NAO』
- 八反安未果『忘れないわ』
- 浜田麻里「Love creatures」
- 前田亘輝『Feel Me』「D・A・M・E」
- 増崎孝司「BEFORE THE TEARS」「SLEEPWALK」